# Sosnivka, Makariv
Sosnivka (în ucraineană Соснівка) este localitatea de reședință a comunei Sosnivka din raionul Makariv, regiunea Kiev, Ucraina.

## Demografie
Componența lingvistică a localității Sosnivka
     Ucraineană (98,21%)
     Rusă (1,64%)
     Alte limbi (0,15%)
Conform recensământului din 2001, majoritatea populației localității Sosnivka era vorbitoare de ucraineană (98,21%), existând în minoritate și vorbitori de rusă (1,64%).